# Joseph Gayetty

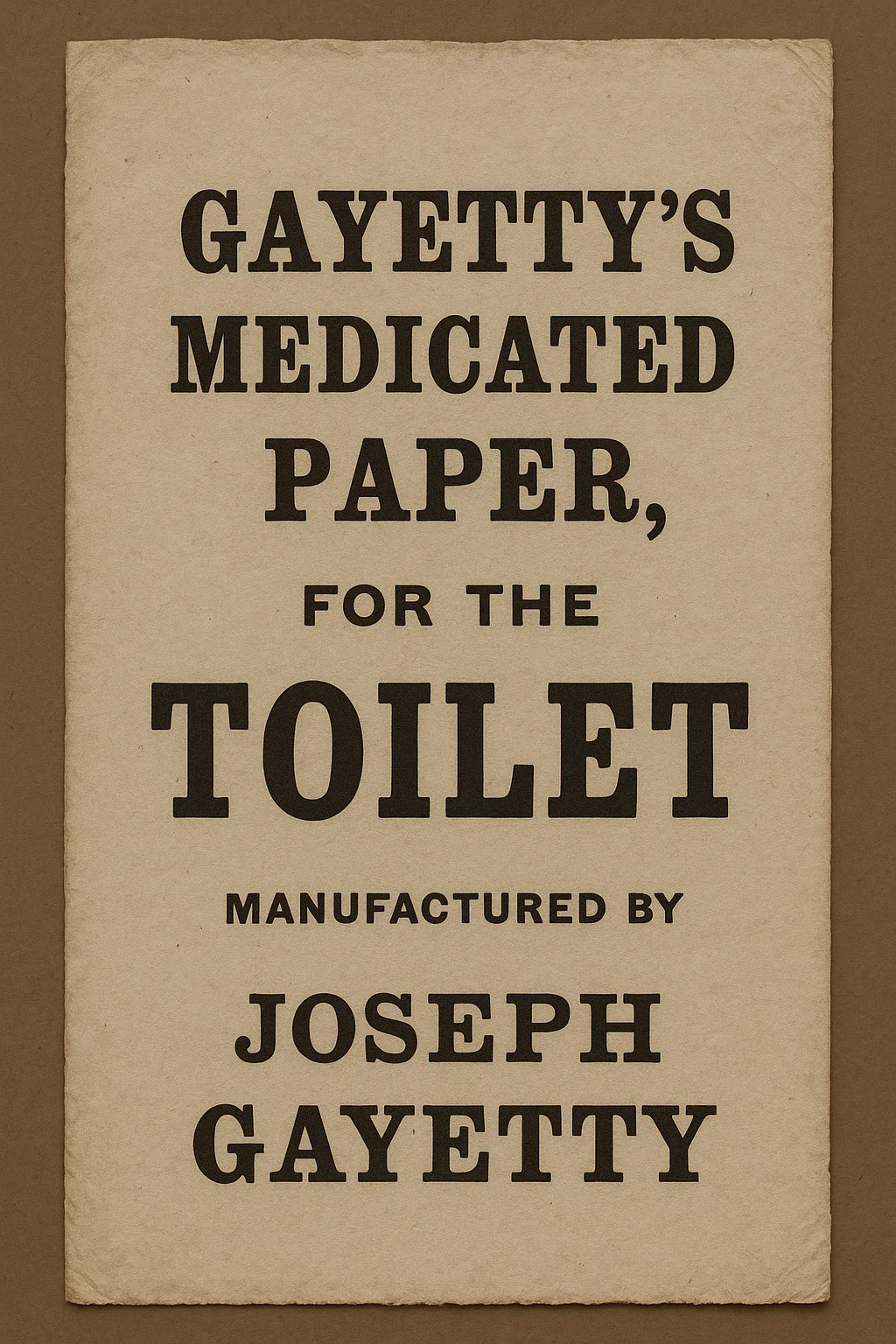
Carta medicata Gayetty

Joseph C. Gayetty (1817 o 1827 – ...) è stato un inventore statunitense a cui viene attribuita l'invenzione della carta igienica commerciale. Essa fu la prima e rimase l'unica carta igienica commerciale di uso comune tra il 1857 ed il 1890 negli USA, fino all'invenzione della carta igienica antischegge nel 1935 da parte della Northern Tissue Company.

## Biografia
Le origini di Joseph C. Gayetty rimangono alquanto oscure. Il primo documento che riporta il suo nome è il Censimento degli Stati Uniti del 1850, che ne attesta la nascita nel 1817 nel Massachusetts. Nel 1850 viveva a New York, aveva sposato Margaret Louisa Bogart e aveva due figli piccoli. Quell'anno lavorava in un pub. Dieci anni dopo, nel censimento del 1860, Gayetty aveva avviato la sua attività di produzione di carta igienica ed era registrato come produttore di "carta medicata". A quel tempo, lui e sua moglie avevano cinque figli, un domestico personale e un modesto patrimonio personale del valore di 1000 dollari. Nel censimento del 1860, tuttavia, riporta di essere nato nel 1827 in Pennsylvania. Ulteriori documenti non sono stati in grado di chiarire la sua data di nascita esatta o il suo luogo di nascita. Inoltre, la data e il luogo di morte di Gayetty non sono stati individuati. Gayetty e sua moglie avevano una figlia e quattro figli maschi. Il loro figlio più giovane, Henry K. Gayetty, rilevò l'attività del padre e assunse il controllo dei marchi e delle licenze nel 1891, quando la titolarità del marchio venne messa in discussione.

## Invenzione della carta igienica
Joseph C. Gayetty commercializzò per la prima volta la carta igienica il 9 dicembre 1857. Ogni foglio di carta di canapa di Manila  recava la filigrana "J C Gayetty N Y". Il prodotto originale conteneva aloe come lubrificante ed era commercializzato come medicinale anti-emorroidi.
Gayetty fu attaccato come un ciarlatano da almeno una società medica. Eppure, la sua pubblicità dello stesso anno definiva il suo prodotto "La più grande necessità dell'epoca" e metteva in guardia contro i pericoli dell'uso di carte con inchiostro tossico su parti sensibili del corpo. Un'altra pubblicità, stampata anch'essa nel 1859, affermava che la sua attività si trovava al numero 41 di Ann Street e che vendeva 1.000 fogli per un dollaro.
Il nome e il prodotto Gayetty furono coinvolti in una causa intentata nel 1891, quando B.T. Hoogland's Sons, commercianti di carta igienica, intentò una causa contro la Gayetty Paper Company, in particolare contro Harry K. Gayetty, per violazione del marchio. B.T. Hoogland and Sons sosteneva di avere diritto all'uso del nome Gayetty a causa di un debito non pagato. Un documento datato 5 dicembre 1866 sarebbe stato consegnato a un creditore in sostituzione di un debito di 25 dollari e successivamente venduto a B.T. Hoogland (senior) per un dollaro. Tuttavia, il 1° gennaio 1866, J.C. Gayetty aveva stipulato un contratto decennale per il diritto esclusivo di vendita a suo nome con la Demas Barnes and Company, che aveva acquisito il copyright sul prodotto il 27 ottobre 1891. La causa fu archiviata nel 1894, ma ne fu intentata un'altra. Successivamente, la B.T Hoogland's Sons intentò un'azione legale per impedire a Harry K. Gayetty e alla Diamond Mills Paper Company di utilizzare il nome Gayetty, e in questo caso ottenne successo. Harry Gayetty presentò ricorso, ma perse la causa in Corte d'Appello. Infine, nel luglio del 1900, la Corte Suprema di New York vietò definitivamente alla Diamond Mills Paper Company e a Harry K. Gayetty l'utilizzo del nome su etichette di prodotti cartacei simili.
Nel 1900, una pubblicità mostrava che la B.T. Hoogland's Sons di New York distribuiva la carta filigranata "Papel Medicado De Gayetty" e attribuiva il merito dell'invenzione della carta nel 1857 da parte di Joseph C. Gayetty, inventore. Quasi la stessa pubblicità fu pubblicata in inglese nel 1907. Il prodotto continuò ad essere commercializzato fino agli anni '20.